# دختر تنیس

دختر تنیس

دختر تنیس (به انگلیسی: The Tennis Girl) یک پوستر بریتانیایی است که در آن یک زن تنیس‌باز بدون لباس زیر دیده می‌شود. این پوستر به یک نماد مردمی مشهور تبدیل شده است.  این تصویر زن جوانی را در حال قدم‌زدن به سمت تور زمین تنیس نشان می‌دهد، در حالی‌که یک راکت تنیس در دست راست خود دارد و با دس چپ خود پشت لباس تنیسش را بالا می‌زند که نشان می‌دهد لباس زیری به تن ندارد.

## ایجاد
این عکس توسط مارتین الیوت در سپتامبر ۱۹۷۶ گرفته شده است. در آن زمان مارتین ۳۰ سال داشت. دختری که در تصویر دیده می‌شود، دوست‌دختر عکاس، فیونا باتلر  (اکنون واکر)، است که آن زمان ۱۸ سال داشت.
محل ثبت این عکس، زمین تنیس دانشگاه بیرمنگهام (باشگاه تنیس چمن سابق Edgbaston) انگستان است که در حال حاضر به خوابگاه‌های دانشگاه تبدیل شده است.    لباس سوژهٔ عکس توسط دوست باتلر، کارول ناتس، از الگوی سادگی با تزئینات توری ساخته شده بود.  مارتین الیوت، عکاس این عکس، علاوه بر لباس، راکت تنیس و تعداد دیگری از وسایل عکاسی را نیز از ناتس قرض گرفته بود. البته باتلر توپ‌هایی که در عکس دیده می‌شود را از پدرش قرض گرفته بود که در واقع اسباب‌بازی سگ خانگی‌شان بود.

## تاریخچه
این تصویر نخستین بار به عنوان بخشی از تقویم توسط فروشگاه زنجیره‌ای آتنا (Athena) برای جوبیلی نقره‌ای ۱۹۷۷ (بیست و پنجمین سالگرد به قدرت رسیدن ملکه الیزابت دوم)  منتشر شد. در این سالویرجینیا وید، جایزه تک نفره رقابت‌های بانوان ویمبلدون را به دست آورد.  پس از آن آتنا در مورد مجوز توزیع تصویر به عنوان پوستر مذاکره کرد، که منجر به توزیع گسترده این پوستر از سال ۱۹۷۸ شد و و بیش از ۲ میلیون نسخه از این پوستر به قیمت واحد ۲ پوند به فروش رسید.   این تصویر همچنان یکی از محبوب‌ترین پوسترها برای خرید است و می‌توان آن را در فروشگاه‌ها و خرده‌فروشی‌ها مانند آمازون ، آلپوستر و کینگ و مک‌گاو تهیه کرد. 
باتلر (دختری که در عکس دیده می‌شود) سه سال بعد از الیوت جدا شد. او  پیش‌تر گفته بود اگرچه از ژست‌گرفتن خجالت نمی‌کشد، اما از این عکس هیچ حق امتیازی دریافت نکرده است.   باتلر (اکنون واکر) مادر سه فرزند است که به عنوان یک تصویرگر مستقل در درویویچ اسپا کار می‌کند.   الیوت (عکاس) در ۲۴ مارس ۲۰۱۰ درگذشت. 
ناتس لوازم این عکس را تهیه کرده بود، اکنون یک وکیل دادگستری ساکن گلاسترشر است. او لباس و راکت موجود در عکس را در حراجی در ۵ ژوئیه ۲۰۱۴، روز مسابقات قهرمانی ویمبلدون ۲۰۱۴ - فینال انفرادی زنان، برگزار شد به فروش گذاشت.  این لباس به قیمت ۱۵۰۰۰ پوند فروخته شد،     در حالی که راکت بین ۱۰۰۰ تا ۲۰۰۰ پوند فروخته شد. لباس پوستر دختر تنیس اکنون بخشی از مجموعه موزه ویمبلدون است. 

### شک و تردید
در فوریه ۲۰۱۵، پیتر اتکینسون مدعی شد این عکس در واقع از همسر سابقش گرفته شده است و در شواهد دو آیتم، یکی تصویر مشابه و دیگری یک نوع نزدیک را نشان داد که به ظاهر در یک موقعیت گرفته شده بودند. تاریخ هر دو تصویر مربوط به سال ۱۹۷۴ یعنی دو سال قبل از عکاسی فیونا باتلر بود.   اتکینسون قبلاً در موارد متعدد ادعا کرده بود که همسر سابقش الگوی واقعی است و این کار را در طول زندگی الیوت انجام داده بود. اما الیوت به طور مداوم چنین ادعاهایی را رد می‌کرد.

## تقلید
در طول سال‌ها، این تصویر توسط افراد مختلفی مانند پت کش ، ستاره سابق تنیس، کایلی مینوگ ، خواننده، بازیگر، آلن کار، کمدین و...  تقلید شده است.  
همچنین در تبلیغات یک بازی ویدئویی تنیس به نام تور جهانی جام دیویس برای سگا نیز از این عکس تقلید شد. 
در انتخابات ۲۰۱۲ بلژیک، یک زن ۲۲ ساله بلژیکی اهل سنت ترویدن وعده داد که اگر ۱۰۰۰ رای دریافت کند، از خود عکس برهنه‌ای منتشر می‌کند. او پیش از انتخابات تصویری از خود در ژست دختر تنیس منتشر کرد. 
همچنین در سال ۲۰۰۹، در صحنه‌ای از قسمت ۱۲ فصل ۶ مجموعه تلویزیونی بی‌حیا، زمانی که لیلیان تایلر، شخصیتی با بازی آلیس بری، در یک کنسول بازی تنیس برنده می‌شود، پس از برد بلند می‌شود و به سمت در می‌رود و این حرکت را انجام می‌دهد. 
در ۹ مه ۲۰۱۶، مارک همیل، بازیگر آمریکایی در حساب کاربری HamillHimself@ خود در توییتر نشان داد که شاهزاده خانم لیا با یک بلستر در دست به جای راکت تنیس به سمت ساختمان‌های تاتوئین راه می‌رفت. 
به نظر می رسد پس زمینه کارتون مارتین روسون، «به ترول ها غذا ندهید»(Don't feed the Trolls)، پوستری از دونالد ترامپ را در نقش دختر تنیس نشان می‌دهد. 